# Vinny Burgos
Vinny Burgos (ur. 5 maja 1977 w Rio de Janeiro) – brazylijski model i aktor filmów pornograficznych.
Występował także jako Diogo De Torres, Vinny, Vinnie, Vine, Vini, Vinni i Vinny Star. W 2016 został uhonorowany branżową nagrodą Prêmio Sexy Hot w kategorii „Najlepszy aktor brazylijski”.

## Wczesne lata
Urodził się i wychował w rodzinie katolickiej w Rio de Janeiro jako syn Evinhy i Conrado Pereira Ribeiro da Silvy, dziennikarza. Miał starszą siostrę Georgię (ur. 1974), która zmarła w 2006 na przewleką chorobę nerek.
Uczęszczał do Instituto Superior de Educação do Rio de Janeiro (ISERJ). W wieku siedemnastu lat rozpoczął pierwsze treningi w siłowni. Trenował też brazylijskie jiu-jitsu. Grał w piłkę nożną na plaży Copacabana. Studiował prawo na Universidade Federal do Rio de Janeiro, kiedy jego przyjaciel zaproponował mu pracę striptizera. Pracował też w przedsiębiorstwie lotniczym.

## Kariera

### Początki kariery
Jako striptizer występujący w mundurze PMERJ (Polícia Militar do Estado do Rio de Janeiro) dostał propozycję udziału w produkcji Nacho Vidala, a także w amerykańskich realizacjach porno. Debiutował przed kamerami pod pseudonimem Diogo De Torres w scenie masturbacji w filmie dla gejów Alexandra Pictures Men of the Brazilian Military 4 (2001).
Dorabiał jako fotomodel. Pod pseudonimem Vinnie pracował dla pornograficznej strony internetowej dla gejów BadPuppy, a jego zdjęcia trafiły na okładkę gejowskich magazynów: „Homens” (nr 60), „Mandate” (w sierpniu 2003) i „Inches” (w lipcu 2008), a także były prezentowane w magazynie „Honcho” (w lutym i marcu 2003). Wystąpił również w dwóch rozbieranych sesjach dla „G Magazine”.
Brał udział w produkcjach As Panteras: Escrava Isaura 2 (2002), pornograficznej wersji brazylijskiej telenoweli Niewolnica Isaura, Xica da Silva (2006) i Kaligula – Calígula 2: O Pó da Serpente (2006). Znalazł się również w obsadzie parodii porno Brasileirinhas znanych filmów takich jak: Śniadanie u Tiffany’ego (Boneca de Luxo, 2003), Wyznania gejszy (Histórias de uma Gueixa, 2006), Zabawy z piłką (Com a Bola Toda, 2008), Kochanek (Amante, 2009), Księga tysiąca i jednej nocy – 1001 Noites (2010) czy 300 – Bogini 300 (2012) z Rogê, z którym wcześniej spotkał się na planie filmowym Frota Mônica e Cia. (2007), Gwiazdy w centrum uwagi (Celebridades em Foco, 2009) i POV Pornô (2019).

### Kariera w Europie
Brał udział w scenach filmów Woodman Entertainment: Tropical Secrets (2007) i Perfectionist 3 (2008), a także Private – Cum on My Face 5 (2005) i Private Specials 167: Naughty Students (2017) oraz Vidéo Marc Dorcel – French Maids to Share (2017).
Pracował na planie filmowym w Budapeszcie i Pradze. Brał udział w imprezach muzycznych Soul Train Weekender–Urbano w Pradze. Wystąpił wspólnie z Nacho Vidalem w dwóch scenach gang bangu LegalPorno – Hally Thomas brutal DAP 4 on 1 gangbang anal humiliation (2014) i Timea Bella „Bride to be” double anal gaping teen (2014).
Rocco Siffredi zaangażował go do swoich realizacji Evil Angel. Był angażowany w inne realizacje gonzo, w tym Bang Bros, DDFNetwork, Silverstone, Babylon Entertainment, Third World Media, Sexsites Video Producoes, Brad Montana i LegalPorno. Wystąpił w serii filmów PorndoePremium.com, LetsDoeIt, w tym Her Limit (2017, 2020) w reż. Titusa Steela, oraz Babes Video Backdoor Beauties 5 (2019) w scenach – Zabawa w chowanego (Hide & Seek) z Kiki Cyrus i Postanowienie noworoczne (New Year’s Resolution) z Rebeccą Volpetti.

### Rozwój kariery
Grał w filmach określanych jako „feministyczne porno” prezentowanych na kanale Sexy Hot Produções – Chciwość – kąkol fotografa (Cobiça – Taras de um Fotógrafo, 2015) w scenie orgii gang bangu nominowanej do nagrody Prêmio Sexy Hot, Kobieta za kierownicą 3 (Mulher no Volante 3, 2017) jako turysta z Elisą Sanches, Skórzana kanapa (O Divã de Couro, 2018) jako Luís, mąż Laury (Bárbara Alves), Haker (Hacker, 2018) jako policjant i Zabierz się do pracy (Mãos à obra, 2018) jako malarz pokojowy.
W 2018 scena seksu z jego udziałem w filmie Evil Angel Rocco: Sex Analyst 3 (2018) ze Stellą Cox i Dorianem del Islą w kategorii triolizmu (dziewczyna/chłopak/chłopak) zajęła piąte miejsce na liście pięciu najlepszych scen porno portalu The Lord Of Porn. W 2020 wystąpił w reklamie żelu młotkowego Thors Hammer na powiększanie penisa. W listopadzie 2020 wziął udział w akcji „Pedofilia a contra todos. Denuncie e 100 disque” („Pedofilia przeciwko wszystkim. Raport i numer 100”). W 2025 scena seksu z jego udziałem w produkcji Monica Santhiago: Drilled & Filled! (2022) zwyciężyła w rankingu portalu The Lord Of Porn – TOP 10 scen porno z „Dużą Piękną Kobietą” z ostatniej dekady (2015–2025).

## Życie prywatne
21 października 2006 zawarł związek małżeński z Danielle Fasolino w świątyni katolickiej Igreja de Nossa Senhora da Candelária w Rio de Janeiro. Ma syna Víctora Lorenzo (ur. 2007), którego imiona ma wytatuowane na lewym przedramieniu. Zamieszkał z rodziną w Tijuca, dzielnicy północnej strefy miasta Rio de Janeiro w Brazylii.
W grudniu 2020 za pośrednictwem serwisu społecznościowego Instagram poinformował o przebyciu koronawirusa COVID-19.

## Nagrody i nominacje
| Rok  | Nagroda                       | Kategoria                                                   | Film                             | Inni wykonawcy | Rezultat  |
| ---- | ----------------------------- | ----------------------------------------------------------- | -------------------------------- | --- | --------- |
| 2009 | E.V.A. (Erotika Vídeo Awards) | Najlepsza scena seksu analnego                              | Tomando no Cu 2 (2008)           | Mônica Santiago | Wygrana   |
| 2014 | Prêmio Sexy Hot               | Najlepsza scena orgii                                       | Carnaval 2010 (2010)             | Agatha Moreno, Anny Lee, Bruna Ferraz, Ed Junior, Emily Vasques, Jessica Taylor, Kelly Amaral, Kid Jamaica, Leticia Blond, Loupan, Marcellinha Moraes, Paloma Sanchez, Rogê, Pamela Butt, Peterson Carioca, Sarah Lopez, Suzana Scott i Mônica Santiago | Nominacja |
| 2015 | Prêmio Sexy Hot               | Najlepsza orgia gang bang                                   | Orgia ao Pôr do Sol (2014)       | Kamilla Werneck, Nanda Rios, Wallace i Yuri | Nominacja |
| 2016 | Prêmio Sexy Hot               | Najlepszy aktor                                             | Bundinha gostosa (2015)          | – | Wygrana   |
| 2016 | Prêmio Sexy Hot               | Najlepsza orgia gang bang                                   | Taras de um fotógrafo (2015)     | Paty UPP, Wallery Sindhel, Dino Miranda i Yuri | Nominacja |
| 2016 | Prêmio Sexy Hot               | Najlepsza orgia gang bang                                   | Orgia na piscina (2015)          | Patrícia Kimberly, Giovana Bombom, Kojac i Yuri | Wygrana   |
| 2016 | Prêmio Sexy Hot               | Najlepsza scena seksu analnego                              | Encurrabadas (2016)              | Pandhora | Nominacja |
| 2017 | Prêmio Sexy Hot               | Najlepsza scena podwójnej penetracji                        | Duas gatas, um desejo (2016)     | Joyce Jacomelli (w napisach: Rebeca Oliveira) i Yuri | Nominacja |
| 2018 | XBIZ Award                    | Realizacja zagraniczna roku bez fabuły                      | Rocco’s Perfect Slaves 11 (2017) | scena z Heleną Valentine i Shoną River | Wygrana   |
| 2019 | AVN Award                     | Najlepszy zagraniczny film niepełnometrażowy                | Rocco’s Perfect Slaves 11 (2017) | scena z Heleną Valentine i Shoną River | Nominacja |
| 2019 | AVN Award                     | Najlepszy zagraniczny film pełnometrażowy/Antologia filmowa | Rocco’s Abbondanza 6 (2017)      | scena z Aidą Swinger i Isabellą Lui | Nominacja |
| 2019 | AVN Award                     | Najlepszy film typu dorosła kobieta/młoda dziewczyna        | I Teens vs MILFs 8 (2018)        | scena z Anissą Kate i Haley Hill | Nominacja |
| 2019 | Prêmio Sexy Hot               | Najlepszy aktor hetero                                      | Show de vizinha (2018)           | – | Nominacja |
| 2019 | Prêmio Sexy Hot               | Najlepsza scena triolizmu                                   | Boas entradas (2018)             | Carolina Carioca i Jack Kallahari | Wygrana   |
| 2019 | Prêmio Sexy Hot               | Najlepsza scena podwójnej penetracji                        | Brad sex in Rio (2018)           | Luna Oliveira i Jack Kallahari | Nominacja |
| 2019 | Prêmio Sexy Hot               | Najlepsza scena podwójnej penetracji                        | Taras de Yara Morgana (2018)     | Yana Morgana, Eduardo Lima, Felipe Costa i Mark But | Nominacja |
| 2019 | Prêmio Sexy Hot               | Najlepsza scena orgii / gang bang                           | Taras de Yara Morgana (2018)     | Yana Morgana, Eduardo Lima, Felipe Costa i Mark But | Nominacja |
| 2019 | Prêmio Sexy Hot               | Najlepsza scena seksu analnego                              | Elisa, campeã anal (2018)        | Elisa Sanches i Eduardo Lima | Wygrana   |
| 2019 | XBIZ Europa Award             | Film gonzo roku                                             | Rocco’s Abbondanza 7 (2019)      | scena z Amber Jayne i Kirą Queen | Nominacja |
| 2020 | AVN Award                     | Najlepsza produkcja typu duży biust                         | Rocco’s Abbondanza 7 (2019)      | scena z Amber Jayne i Kirą Queen | Nominacja |